# فتيات لئيمات (فلم 2024)
فتيات لئيمات (الإنجليزية: Mean Girls) هو فيلم موسيقي، وفيلم كوميدي صَدَرَ في 10 يناير 2024، في فرنسا، وروماندي. الفيلم تولّت باراماونت بيكتشرز، ويو آي بي دونا ‏ توزيعه، وهو من إخراج سامانثا جين ‏، وأرتورو بيريز ‏، أما السيناريو فكان من كتابة تينا فاي. الفيلم مقتبسٌ من فتيات لئيمات.

## طاقم التمثيل
- أنجوري رايس، بدور كادي هيرون  [لغات أخرى]‏
  - تيم ميدوز
  - تينا فاي
  - جينا فيشر
  - كونور راتليف  [لغات أخرى]‏
  - بوسي فيليبس
  - جون هام
  - كريستوفر بريني  [لغات أخرى]‏
  - بيبيه وود، بدور غريتشن وينرز  [لغات أخرى]‏
  - رينيه راب  [لغات أخرى]‏، بدور ريجينا جورج  [لغات أخرى]‏
  - أفانتيكا فاندانابو  [لغات أخرى]‏، بدور 
  - أولي كرافايو، بدور جانيس إيان  [لغات أخرى]‏
  - جاكيل سبيفي  [لغات أخرى]‏، بدور داميان لي  [لغات أخرى]‏
  - أشلي بارك

## وصلات خارجية
- مقالات تستعمل روابط فنية بلا صلة مع ويكي بيانات